# Chentyt
Ne doit pas être confondu avec Chentayt.
Assimilée à Nout, Chentyt est une déesse de la mythologie égyptienne vénérée dans la ville d'Abydos.